# Kötluvatn
Kötluvatn är en sjö på Island. Dess yta är 1,6 km2.